# Medina, Ohio
Medina là một thành phố thuộc quận Medina, tiểu bang Ohio, Hoa Kỳ. Năm 2010, dân số của thành phố này là 26678 người.

## Dân số
- Dân số năm 2000: 25139 người.
- Dân số năm 2010: 26678 người.